# جوني غانون
جوني غانون هو لاعب هوكي الجليد كندي، ولد في 8 يونيو 1905 في ساغينيه في كندا، وتوفي في 21 مارس 1984.

## وصلات خارجية
- جوني غانون على موقع دوري الهوكي الوطني (الإنجليزية)
- جوني غانون على موقع EliteProspects.com (الإنجليزية)
- جوني غانون على موقع HockeyDB.com (الإنجليزية)
- جوني غانون على موقع Hockey-Reference.com (الإنجليزية)